# Johnny Burke (sangskriver fra Newfoundland)
Johnny Burke (1851–1930) var en canadisk digter, sanger, sangskriver og musiker fra St. John's på Newfoundland, hvor han boede hele sit liv. Han havde kælenavnet Bard of Prescott Street og skrev mange sange der blev udgivet af folkemusikere i 1930'erne og 1940'erne.

## Early life
Burke blev født i St. John's. Hans far var kaptajn og døde da Johnny var omkring 14 år. Hans mor døde også, da han var teenager. Burke boede sammen med sin søster og bror på Prescott Street i St. John's indtil sin død.

## Karriere
Som ung arbejdede han i en butik. Han åbnede en lille købmandsforretning i Prescott Street.
Burke skrev hundredevis af sange, hvoraf mange var komiske ballader om livet i Newfoundland. Han skrev også sange, der beskrev lokale begivenheder, inklusive brande, storme og skibsforlis. Han solgte tekster til sangene i form af skillingsviser fra sin butik og byens gader. Mens teksterne var skrevet af ham selv, så sang han dem ofte på melodier fra samtiden eller fra traditionelle irske melodier.
Burke skrev også flere skuespil, musikalske komedier og operetter, der hovedsageligt var baseret på begivenheder og problemer i Newfoundland på dette tidspunkt, og de blev sat op i St. John's.
I 1960'erne blev en samling af Burkes sange udgivet af balladesangeren John White. I 1974 udgav Newfoundland Historical Society en kort bog af Paul Mercer om Burkes sange; The Ballads of John Burke: A Short Anthology. I 1977 blev der opsat en musikalsk komedie om hans liv i St. John's af The Mummers' Troupe med Ron Hynes som Burke.

## Sange
- "The Night Paddy Murphy Died"
- "Cod Liver Oil"[18]
- "Murphy Broke the Pledge"
- "Who Shipped the Moonshine to St. John's"
- "The Spring Maurice Crotty Fought the Old Dog-hood"
- "The Kelligrews Soiree"[19]
- "The Trinity Cake"
- "Never Been There Before"
- "Betsy Brennan's Blue Hen"
- "Excursion Around the Bay"[20]
- "Little Boneen"
- "The Flemings of Torbay"
- "The Hat My Father Wore"
- "The Landfall of Cabot"
- "The Sealers Gained the Strike"
- "The Valley of Kilbride"

## EKsterne henvisninger
- Johnny Burke Artist Listing Page at GEST Songs of Newfoundland and Labrador
- Johnny Burke - Encyclopedia of Newfoundland and Labrador, v. 1, p. 295